# ليجولاند
ليغولاند هي سلسلة من الحدائق الترفيهية العائلية مستوحاة من لعبة التركيب ليغو، السلسلة ليست مملوكة لليغو غروب وإنما تمتلكها وتديرها شركة ميرلين للترفيه البريطانية. افتتح أول فرع في بيلوند في 7 يونيو 1968.